# Bolivianska självständighetskriget
Bolivianska självständighetskriget började 1809, då juntor upprättades i Sucre och La Paz. Juntorna besegrades kort därefter av Spanien och städerna återtogs. Vid Majrevolutionen 1810 störtades vicekungen i Buenos Aires och en Junta bildades. Buenos Aires inledde tre fälttåg till Övre Peru, ledda av Juan José Castelli, Manuel Belgrano och José Rondeau, men dessa besegrades av rojalisterna. Konflikten utvecklades snart till gerillakrig, Republiquetaskriget, och rojalisternas framfart hejdades. Simón Bolívar och Antonio José de Sucre besegrade rojalisterna i norra Sydamerika, och Sucre ledde fälttåget som ledde till ett slutligt rojalistiskt nederlag. Bolivia utropades som självständig stat den 6 augusti 1825.